# Guriner Furggu
Die Guriner Furggu (deutsch: Guriner Furka, italienisch: Passo di Bosco) ist ein 2323 m ü. M. hoher Saumpass über die Alpen. Auf der Passhöhe verläuft die Grenze zwischen Italien und der Schweiz. Der Saumpass verbindet die Ortschaften Foppiano (walserdeutsch: Unnrum Schtaldä, deutsch: Unterstalden, 939 m) und Fondovalle (walserdeutsch: Schtafuwald, 1219 m) im Formazzatal (walserdeutsch: Pomatt) in Italien mit der Gemeinde Bosco/Gurin (1506 m) im Rovanatal im Valle Maggia im Tessin in der Schweiz.
Der Pass befindet sich zwischen dem Martschenspitz (2688 m) im Norden und dem Ritzberg (2591 m) im Süden.
Der Saumweg war ursprünglich ein Walserweg, der die Walsersiedlung Gurin mit den von den Walsern besiedelten Dörfern im Pomatt verband. Zwischen dem Pass und Bosco/Gurin befindet sich auf 1907 m die Capanna Grossalp auf der Alp Rossboda 1987 m.

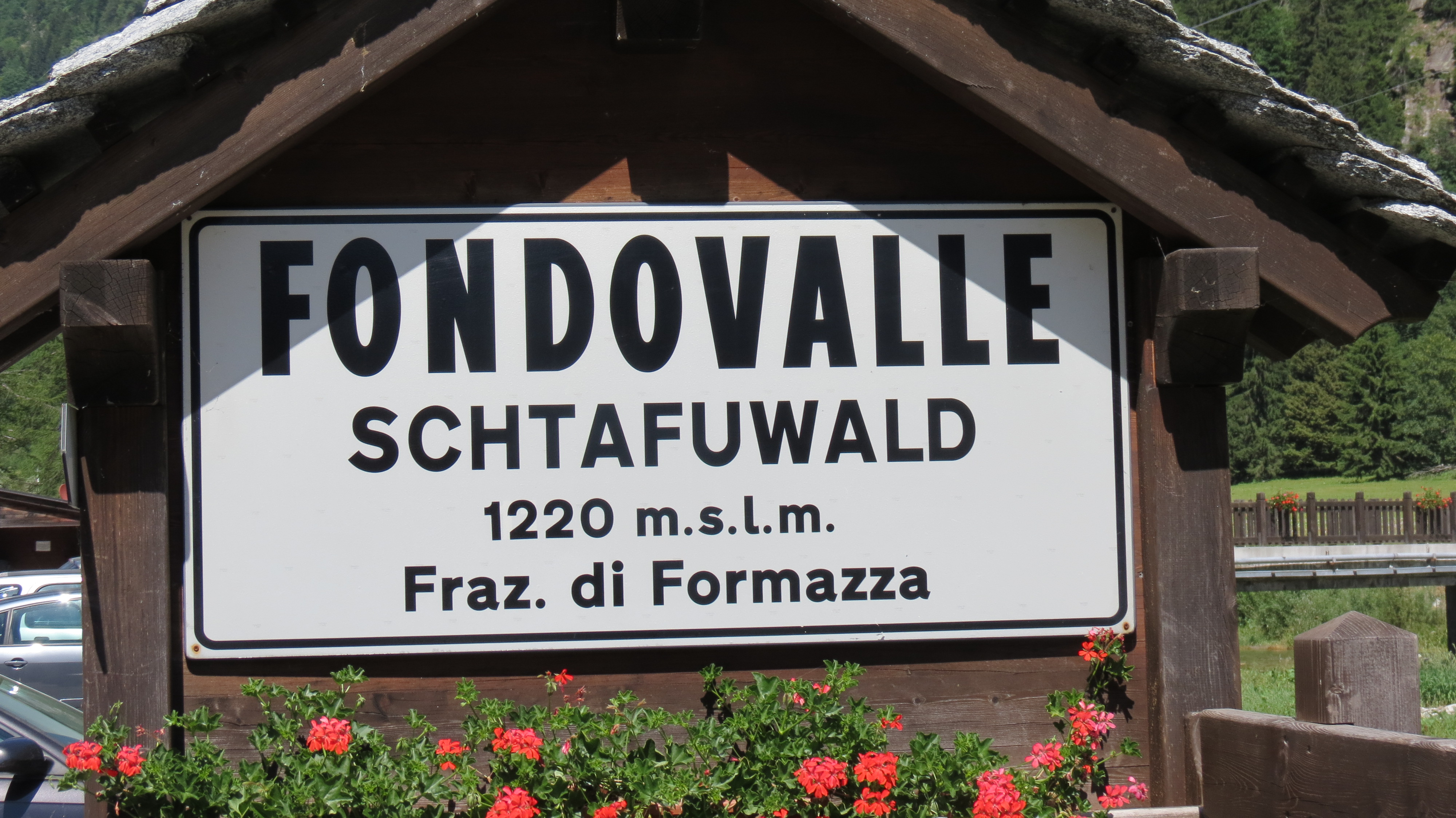
Schtafuwald im Pomatt

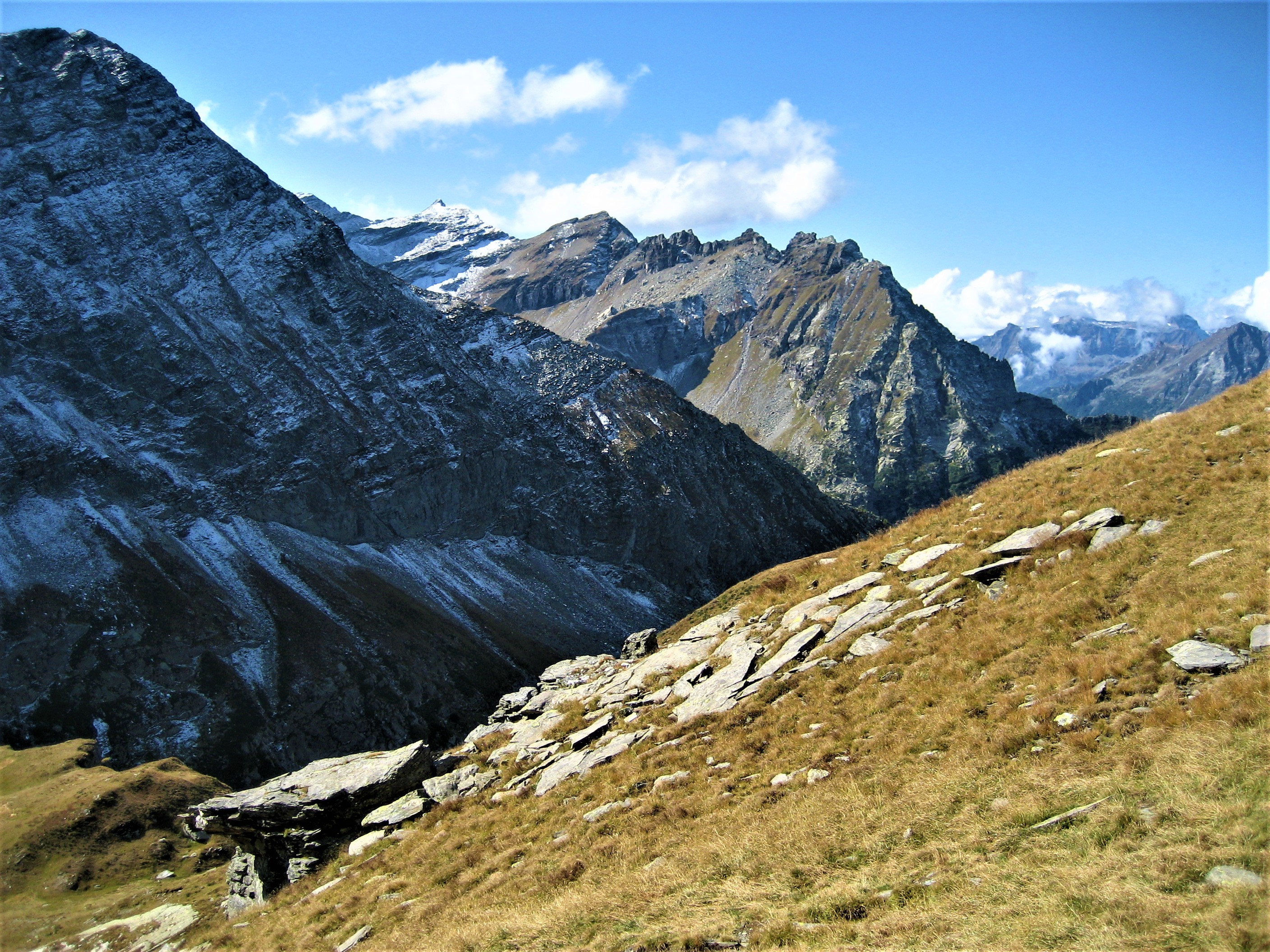
Von der Guriner Furggu mit Blick nach Westen, 25. September 2008